# H.C. Starck
Die H.C. Starck GmbH mit Sitz in München war eine Unternehmensgruppe der chemischen und metallurgischen Industrie mit ehemals weltweit rund 2600 Mitarbeitern an 13 Produktionsstandorten in Europa, Nordamerika und Asien und war einer der führenden Hersteller von kundenspezifischen Pulvern und Bauteilen aus Technologie-Metallen und technischer Keramik. Die Unternehmen der Gruppe wurden seit 2016 in separate Gesellschaften überführt und in den Jahren 2018 bis 2020 an unterschiedliche strategische Investoren verkauft. Die Wolfram-Aktivitäten der H.C. Starck Tungsten, die den Kern der ehemaligen Gruppe bilden, sowie die Firma H.C. Starck gehörten zunächst der vietnamesischen Masan High-Tech Materials und wurden von diesen im Dezember 2024 an die Mitsubishi Materials Gruppe verkauft.

## Produkte
H.C. Starck produzierte Pulver der Refraktärmetalle Wolfram, Molybdän, Tantal, Niob, Rhenium sowie deren Verbindungen (Boride, Carbide, Nitride, Oxide, Silicide, Sulfide). Ein weiterer Schwerpunkt der Produktion waren keramische Pulver, Sintermetallpulver, thermische Spritzpulver, Nichteisenmetalle Nickel und Cobalt und deren Salze sowie Bor und Bor-Verbindungen.
Außer Metallpulvern wurden Halb- und Fertigerzeugnisse aus Molybdän, Wolfram, Tantal, Niob, Titan, Zirkonium und Nickel sowie deren Legierungen produziert. Für die Elektronikindustrie produzierte H.C. Starck elektrisch leitfähige Polymere.
Im Bereich der Ingenieur-Keramik in Selb verfügte H.C. Starck über ein Sortiment keramischer Vorstoffe. Die Tochtergesellschaft H.C. Starck Ceramics fertigte Maschinen- und Motorenbauteile sowie Gießereiprodukte aus Siliciumcarbid, Siliciumnitrid, Aluminiumtitanat sowie Zirconiumoxid und Aluminiumoxid. Das H.C. Starck Ceramics F&E Labor führte Werkstoffprüfungen und Verfahrensentwicklungen aus.

## Geschichte

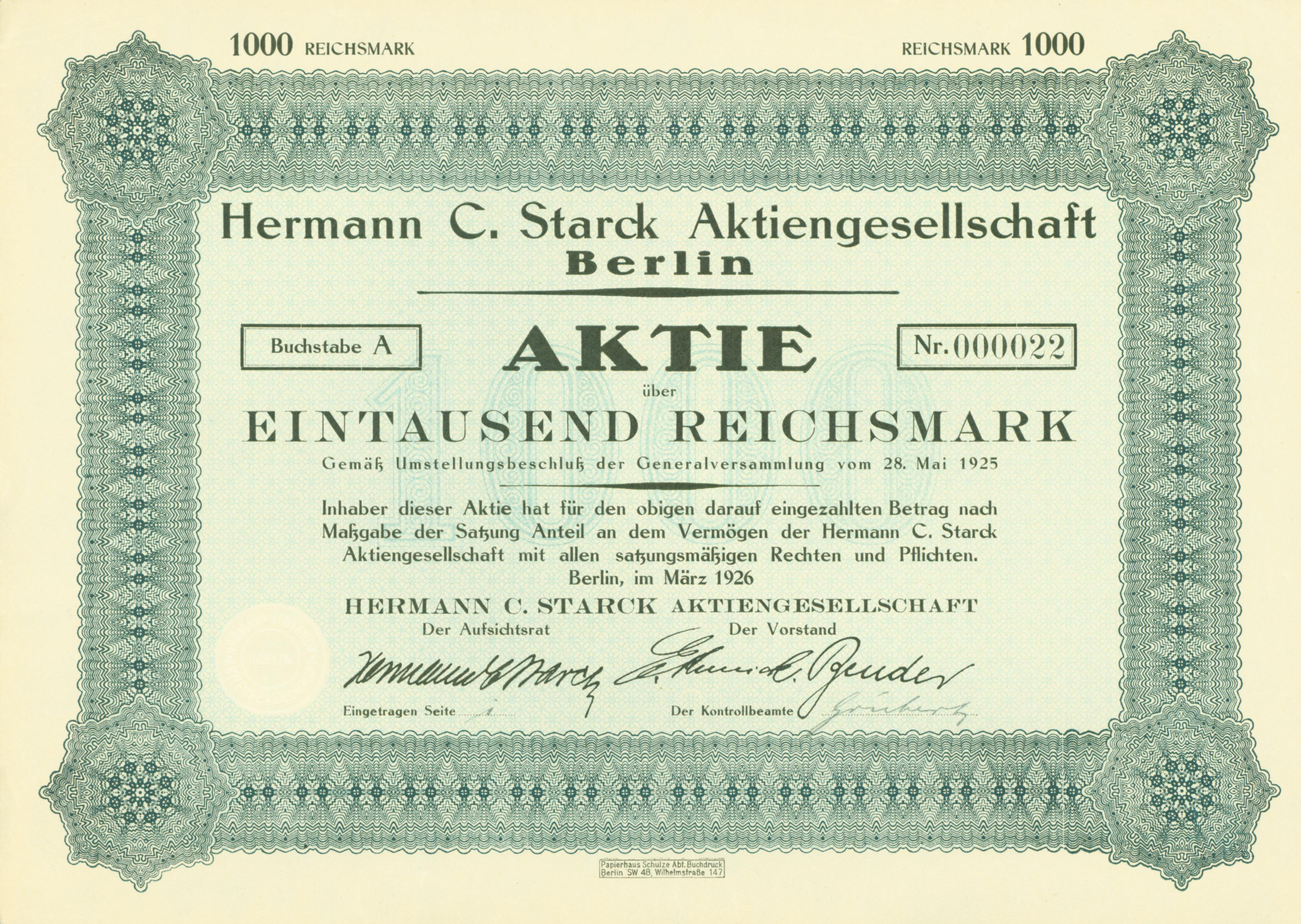
Aktie über 1000 RM der Hermann C. Starck AG vom März 1926

Die Firma wurde 1920 von Hermann Carl Starck als Handelsgeschäft für Metalle und Erze in Berlin gegründet und übernahm als Aktiengesellschaft Hermann C. Starck 1935 die Aktienmehrheit der Goslarer Firma Chemische Fabrik Gebr. Borchers AG. Die Gründungs- und Umweltgeschichte von H.C. Starck sowie die Produktion in der NS-Zeit wurden von Knolle & Schyga (2012) dargestellt.
Von 1986 bis 2007 gehörte H.C. Starck zum Bayer-Konzern (dessen Kunststoffsparte Bayer Material Science 2015 in Covestro umbenannt wurde). Im Februar 2007 verkaufte Bayer H.C. Starck für 1,2 Milliarden Euro an die Finanzinvestoren Advent International und Carlyle Group. In dieser Zeit wurde das Unternehmen durch eine Holdinggesellschaft in Luxemburg gehalten (Opus Investment).
Die Zeit nach dem Verkauf war von Umstrukturierungen und dem Verkauf von Unternehmensteilen geprägt. So wurden in den Jahren 2008, 2010 und 2015 zahlreiche Arbeitsplätze abgebaut. Im Jahr 2007 erfolgte der Verkauf des Geschäfts mit Batterieprodukten an das japanische Unternehmen Toda Kogyo, 2008 des Kieselsol-Geschäfts an Akzo, 2010 das Geschäft mit dem leitfähigen Polymer Clevios an Heraeus, 2017 des Geschäftsbereichs Surface Technology and Ceramic Powders an das schwedische Unternehmen Höganäs, und 2018 der Sparte Tantalum and Niobium an die japanische JX Nippon Mining & Metals. Im Jahr 2010 erfolgte die Gründung eines Joint Ventures mit Japan New Chisso Corporation, welches 2018 aufgelöst wurde. 2011 erfolgte die Gründung von zwei Joint Ventures mit Jiangxi Rare Metals Tungsten Holding Group Co. Ltd. in China und 2013 eines Joint Ventures mit Nui Phao Mining in Vietnam. Letztere übernahm 2018 die Anteile der H.C. Starck Gruppe am Joint Venture. Die am Standort Goslar tätige Infrastrukturgesellschaft Chemitas wurde ebenfalls verkauft. Das Werk und das Geschäft mit Ingenieurskeramik in Selb wurden an Kyocera (Japan) verkauft.
Die Wolfram-Aktivitäten übernahm im Juni 2020 die vietnamesische Masan High-Tech Materials. Sie erwarb dabei die H.C. Starck GmbH mit den dazugehörigen Firmen H.C. Starck Holding, H.C. Starck Infrastruktur, Chemilytics, Chemische Fabriken Oker und Braunschweig sowie die H.C. Starck Tungsten mit ihren weltweiten Beteiligungen in China, Kanada, den USA und Japan. Seitdem führt die H.C. Starck Tungsten den Markennamen H.C. Starck exklusiv weiter, wobei eine Lizenz an die H.C. Starck Solutions vergeben wurde, die Sinterteile aus Refraktärmetallen herstellt und vertreibt.

## Kritik
Der Unternehmensgruppe wurde 2001 von dem Verein Coordination gegen BAYER-Gefahren (CBG) vorgeworfen, dass es mit Tantal aus dem Kongo handelt und damit die kongolesischen Rebellentruppen unterstützt. Die UNO zählte die Unternehmensgruppe zu den größten Abnehmern von Tantal. Die Exporterlöse aus den Rohstoffen ermöglichen den Rebellentruppen die Finanzierung des Bürgerkriegs im Kongo. Daher forderte die UNO einen Importstopp für Tantal aus dem Kongo. Ein Untersuchungsgremium der Vereinten Nationen hatte jedoch in seinem Abschlussbericht die gegen die Unternehmensgruppe erhobenen Vorwürfe wie folgt bewertet: „Category 1 – Resolved – No further Action required“. Die H.C. Starck GmbH hatte Rohstoffquellen für Tantal in Australien und recycelte bestimmte Zinnschlacken aus Asien. Es wurden keine Tantal-Rohstoffe in der DRC gekauft.